# IChat
iChat er et instant messaging-program fra Apple, som afvikles under Mac OS X og kan anvende tekst, lyd og video.

## Egenskaber

### Protokoller
- iChat (via .Mac- eller AIM-konto)
- Bonjour (via LAN)
- AOL Instant Messenger (AIM)
- Jabber Instant Messenger (via en Jabber-konto)

### IM-beskeder
- Symboler og talebobler gør det sjovt at se, skrive og læse
- Symboler viser hvem der siger hvad
- Du kan sende alle typer arkiver – fra webadresser til fotografier – ved at trække det ind i chatvinduet
- Billeder vises i beskedvinduet, og webhenvisninger åbner med et klik
- Chatrooms

### Lyd
- Op til 10 deltagere i en konference
- Teknikker til lydkomprimering i høj kvalitet sikrer krystalklar konversation
- Fuld dupleks sikrer en naturtro stemmekvalitet

### Video
- Op til 4 deltagere i en konference
- Bedre billedopløsning i forhold til konkurrerende løsninger
- Bruger det nye H.264 video-codec, også kaldet MPEG-4 Part 10
- Avancerede teknikker til videokomprimering giver H.264 skarpere billeder og forbedret farvepræcision
- H.264 skalerer på intelligent vis i forhold til den tilgængelige båndbredde og hardware og sikrer på den måde bedre generel ydeevne

## Muligheder
iChat kan også bruges til at fremstille Podcasts med. Apple's iLife suite indeholder et program der hedder GarageBand, som er i stand til at optage dine konferencer, hvor deltagernes lydspor optages separat. Hvis man også anvender video til sin konference, f.eks. via en iSight kamera, tilføjer Garageband automatisk et billede i billedsporet af den pågeældende person der taler.

## Eksterne links
- Om iChat
- Se iChat i brug

| Software | Spire Denne artikel om software og programmering er en spire som bør udbygges. Du er velkommen til at hjælpe Wikipedia ved at udvide den. |